# سنویل، کبک

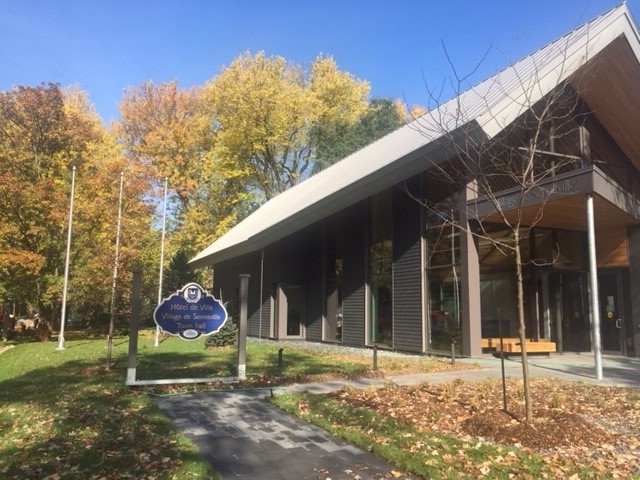
نمایی از ساختمان شورای روستای سنویل در ناحیه مونترئال - ۲۰۱۷

سنویل (به فرانسوی: Senneville) روستای در  ناحیه مونترئال در استان کبک کانادا است. در سرشماری سال ۲۰۱۱ این روستا ۱٬۰۳۲ نفر جمعیت داشته‌است و مساحت آن ۷٫۸۴ کیلومتر مربع است.